# Финал Кубка Англии по футболу 1988
Финал Кубка Англии по футболу 1988 года стал 108-м финалом старейшего футбольного кубкового турнира в мире, Кубка Англии. Матч состоялся 14 мая 1988 года на стадионе «Уэмбли» в Лондоне. В нём встретились «Уимблдон» и «Ливерпуль». Матч завершился со счетом 1:0 в пользу «Уимблдона».

## Детали матча
| Уимблдон   | 1:0     | Ливерпуль |
| ---------- | ------- | --------- |
| Санчес 37′ | (отчёт) |           |

| Уимблдон | Ливерпуль |